# Stan Mortensen
Stanley „Stan” Harding Mortensen (ur. 26 maja 1921 w South Shields, zm. 22 maja 1991) – angielski piłkarz grający jako napastnik.
Grał w zespołach Hull City, Bath City i Lancaster FC, ale zdecydowaną większość kariery piłkarskiej spędził w drużynie Blackpool, gdzie grał wspólnie ze Stanleyem Matthewsem. Rozegrał dla tego zespołu 317 ligowych meczów i zdobył 197 goli. Razem z Blackpool wygrał FA Cup w 1953 strzelając w finałowym meczu (nazywanym finałem Matthewsa) z Boltonem 3 gole. Grał także w finale tego pucharu w 1948, ale wtedy Blackpool przegrał z Manchesterem United. W 1951 zdobył koronę króla strzelców Premiership z 30 bramkami na koncie.
Po zakończeniu kariery piłkarskiej został menedżerem Blackpool w latach 1967–1969.
W reprezentacji Anglii zadebiutował w 1947 w meczu z Portugalią wygranym aż 10-0 i zdobył 4 gole.
W 1948 rozegrał dla Anglii 6 meczów międzynarodowych i strzelił 7 goli, rozgrywając kapitalny mecz ze Szwecją, której wbił 3 gole. W listopadzie 1953 zagrał w meczu stulecia z Węgrami, kiedy to Anglia przegrała 3-6.
Brał udział w mundialu w 1950, który zakończył się totalną klęską Anglików. Na tych MŚ rozegrał 3 mecze i strzelił bramkę w spotkaniu z Chile. Ogółem Mortensen rozegrał w reprezentacji 25 spotkań i strzelił 23 gole (1947-1953). Zajmuje obecnie 13 lokatę wśród najlepszych strzelców w historii Albionu.